# Cladonia fuscofunda
Cladonia fuscofunda är en lavart som beskrevs av S. Hammer. Cladonia fuscofunda ingår i släktet Cladonia och familjen Cladoniaceae.   Inga underarter finns listade i Catalogue of Life.